# Lupinica
Lupinica este o localitate din comuna Šmartno pri Litiji, Slovenia, cu o populație de 117 locuitori.